# Casa Tarrats
La Casa Tarrats, o Cal Tarrats és un edifici modernista situat a Reus, construït per l'arquitecte Pere Caselles entre el 1891 i el 1892 i que està protegit com a bé cultural d'interès local.

## Descripció
És un edifici cantoner de planta baixa i tres pisos, amb façanes al carrer de Sant Joan i dels Recs. Les dues façanes reben un mateix tractament formal d'estil medievalitzant, freqüent en aquella època, i un tractament sever, trencat només per un gran escut situat a la cantonada, entre el pis principal i el primer, amb les inicials J.T., del propietari. Totes les obertures estan emmarcades per trencaaigües d'estil medieval, sobre mènsules decorades amb figures zoomòrfiques. El balcó del pis principal, de forja com tots els altres, es perllonga per la cantonada i fa d'enllaç entre les dues façanes.
Els murs són d'estucat, molt ben conservats, que imiten un aparell de carreus regulars de pedra de diverses tonalitats. A nivell de les llosanes dels balcons, unes motllures divideixen visualment un pis d'un altre. L'edifici es corona amb una àmplia cornisa que sostenen unes mènsules, entre les quals hi ha uns espiralls de ventilació amagats per plafons decoratius.
El vestíbul també presenta un estil medieval, i hi llegim una inscripció a manera de fris que recorre els murs: "Casa d'en Joan Tarrats y de Homdedéu, fou feta en 1892, fou arquitecte Pere Caselles y Tarrats, fou mestre de cases Pere Monné, fou fuster S. Marimon, fou serraller V. Murgades, fou pintor Pau Codina".
El pis principal conserva mostres molt interessants de disseny modernista d'interiors, amb paviment hidràulic, decoracions als sostres, mobiliari de l'ebenista local Oliva, vidres decorats a l'àcid i pintures murals de Tomàs Bergadà.

## Història
Joan Tarrats (Reus 1856 - 1908) va ser un industrial propietari, junt amb el seu germà Josep Maria, de la important fàbrica tèxtil reusenca "La Fabril Algodonera", coneguda popularment com el Vapor Nou, fundada el 1846 per Macià Vila. Va fer construir aquesta casa com a habitatge per la seva família.